# World Independent Networks Japan
World Independent Networks Japan株式会社（ワールド・インディペンデント・ネットワークス・ジャパン、WORLD INDEPENDENT NETWORKS JAPAN Inc.）は、かつて衛星放送を行っていた委託放送事業者である。

## 概要
2002年（平成14年）11月20日にアクシオムキャピタル株式会社らの出資により設立。
2003年（平成15年）10月1日、株式会社ワイヤービーからセント・ギガを承継したBSラジオ局「クラブコスモ」の事業とBSアナログ放送にかかる無線局免許を譲り受けた。
WINJの編成はセント・ギガ（およびクラブコスモ）から大幅に変更されるとの告知があった（クラブコスモ契約者には、想定タイムテーブルや編成方針の記されたパンフレットが送付された）が、実際には新規の番組は数えるほどしか制作されなかった。2006年（平成18年）3月時点でも、1日の放送時間のうち14時間から16時間ほどは、セント・ギガ時代に制作された「音の潮流」の再放送（もしくは「音の潮流」を模倣した番組）で占められていた。
2005年（平成17年）3月31日までは、BSアナログ5ch（アナログWOWOW）の音声多重放送によるPCM独立音声での放送を行っていた。アナログ放送のコールサインはJO23-BS-TAM1。
月3150円の聴取料がかかる有料放送を標榜していたが、放送休止まで無料の放送を続けた。
2005年8月 - 9月頃、他3社と共にBSデジタルテレビ放送への参入を総務省に申請したが、WINJのみ拒否された。理由は非公表となっている。その後、流通小売店のPOSシステム開発・ポイントサービスの運営、コンサルティング業務などを事業展開していた株式会社ストアコンソーシアムジャパン（2001年（平成13年）設立）が同社の株式を取得した。
BSデジタル放送でのテレビ放送新チャンネル参入容認など総務省の方針転換に伴い、キー局系のBSデジタル音声放送が2006年3月までにすべて撤退したため、この撤退後はBSデジタル放送においてWINJが唯一のラジオ放送チャンネルとなっていた。

## 長期間の放送休止
2006年6月以降、公式サイトの番組表や、デジタル放送受信機の電子番組ガイド（EPG）が更新されず、また夏頃から放送中断やノイズ等のトラブルも頻発。資金不足が原因とみられており、10月まで放送を続けたものの、電話やメール連絡もつかなくなり、その存続が危ぶまれた。番組審議委員会委員にすら、状況が明らかにされなかった。9月1日と9月26日には放送事故（無音無声）も発生した。
11月1日から2007年（平成19年）1月31日まで、無料放送における放送機材の新システム構築及び放送送出機器のメンテナンスを理由にして、放送休止を総務省に届け出た。この休止届は3度の延長（→ 2月28日 → 3月31日 → 4月30日）を経た後、2007年4月27日に休止理由を「経営権の収得と確定の判断と認定を司法機関に委ねており、その判断の結果と認定を待つため」に改めた上、10月31日までの休止を届け出た。
この間、2006年11月30日に放送衛星システム（B-SAT）は「2006年4月分からの委託放送料等の支払がない」として契約を解除し、2007年9月30日にWOWOWも「2007年10月以降のBSデジタル3chの多重化の費用支払がない」として契約を解除した。

## 廃局
総務省は5回目の休止届が提出された2007年4月27日に、当社に対し休止期間6ヶ月以上に及び認定取り消しの是非を判断する為、事情聴取を開始する旨を通告。事情聴取は5月18日より7月31日まで6回に渡り行われた。
第1回で総務省は、
1. 債務の状況
2. 弁済見通しと今後の資金繰りを支えるスポンサーの獲得見通し
3. NHK等の関係者と調整の上で、現実的な再開スケジュール

を求めた。1について、第2回（5月23日）に提出がなされ、2について第4回（6月29日）に財団法人皇学会と回答がなされたが、監督官庁である文部科学省に照会したところ、休眠法人であり解散指導中との回答が寄せられた。3については、6月8日に電子メールによって提出されたが、WINJ単独で作成されたもので、現実性に疑義のあるものであった。
この間に全株式がストアコンソーシアムジャパンらから都築電気元社長の都築省吾に譲渡され、それまでの経営陣が総退陣し、都築が代表取締役になった。6月29日にストアコンソーシアムジャパンは東京地裁から破産開始決定を受ける。
第6回（7月31日）において、都築が個人として出資者となる旨の報告があった。8月8日と8月24日に都築が総務省を訪庁したが、具体的な資金を示す書証は提出されることがないうえに、8日と24日で説明内容に食い違いがみられた。
これにより総務省は、WINJが委託放送業務を維持するための最低限度の資金力を欠き、かつ資金不足解消の具体的な見通しも立たないことから、WINJには放送休止の「正当な理由」があるとは認められないと判断。9月12日に放送法第52条の24第2項に基づく委託放送事業者の認定取り消し（現：第104条に基づく認定基幹放送事業者の認定取り消し）処分を下すべく、電波監理審議会に諮問した。その2ヶ月後の11月14日に認定取り消しを認める答申が出されたことを受け、総務省はすぐさまWINJへの処分を執行。これによりWINJは名実共に日本の衛星放送史上で初めて認定取り消し処分を下されて廃局に至った委託放送事業者となり、2011年10月の放送大学の参入までBSデジタルラジオ放送局が消滅する事態にまで至った。更に、委託放送事業者→認定基幹放送事業者の認定取り消し処分はその後、外資規制違反によるザ・シネマ4Kに対する2021年5月1日付の執行まで実に13年半近く（執行日基準）下されることはなかった。
処分が執行されたWINJは休眠会社に移行。2015年10月5日には法人番号「8020001079867」も指定され、現在に至る。

## チャンネル
論理チャンネル枠 - 33x（ラジオ）・63x（データ）
かつてセント・ギガ（St.GIGA）、のちにクラブコスモ (Club COSMO) の放送が行われていたチャンネルである。
- BS333ch - WINJ - WINJのメイン放送で音楽番組を放送。
- BS633ch - WINJ番組案内 - WINJ番組案内のデータ放送。
- BS636ch - WINJのご案内 - WINJのご案内のデータ放送。